# Mauritius Amateur Radio Society
Die Mauritius Amateur Radio Society (MARS), deutsch „Amateurfunkverband von Mauritius“, ist die nationale Vereinigung der Funkamateure auf Mauritius.

## Geschichte
Amateurfunk gab es auf Mauritius und den Nachbarinseln, beispielsweise auf dem Chagos-Archipel, bereits lange vor dem Zweiten Weltkrieg. Damals geschahen Kontrolle, Lizenzierung und Überwachung durch den Generalpostmeister. Aus Unkenntnis der Behörden bezüglich Amateurfunk und insbesondere der Regeln zur Vergabe von Amateurfunkrufzeichen, wurden die Rufzeichen VQ8AA und VQ8AB zunächst an den Leuchtturm von Pointe aux Caves (20° 11′ 28,6″ S, 57° 24′ 41,5″ O) (Belle Vue Phare) und auf Flat Island (Île Plate) vergeben. Nach Protesten der internationalen Amateurfunkgemeinschaft wurden diese Rufzeichen jedoch von den Leuchttürmen danach nicht mehr verwendet.
Anfang September 1939 erfuhr die Bevölkerung hauptsächlich mithilfe von Amateurfunkempfängern vom Ausbruch des Zweiten Weltkriegs und infolgedessen wurden siebzehn Amateurfunksender auf der Insel beschlagnahmt und einige Funkamateure wegen Besitzes von Funkgeräten während des Krieges sogar strafrechtlich verfolgt. Kurz darauf befanden sich die Behörden in einer Zwickmühle: Sie benötigten dringend qualifizierte Funker, konnten aber keine finden. So sahen sie sich gezwungen, die erst kurz zuvor so unfair behandelten Funkamateure anzusprechen. Diese zeigten keinen Groll, sondern waren bereit, dem Land im Krieg zu dienen und die Funknachrichten, die damals zumeist im Morsecode übermittelt wurden, zu überwachen, aufzunehmen und zu senden.
Lange danach, im Jahr 1968, als Mauritius seine Unabhängigkeit erlangte, wurde die MARS gegründet. Nach einigen Jahrzehnten der relativen Passivität, was auch mit der Abwanderung vieler britischstämmiger Funkamateure zusammenhing, erwachte der Verband mit der Neuregistrierung am 1. Dezember 1994 zu neuem Leben. Seitdem finden jährlich Hauptversammlungen statt und speziell Jugendliche werden ermuntert und gefördert, eine Amateurfunkprüfung abzulegen und selbst auf Sendung zu gehen.
Die MARS ist Mitglied in der International Amateur Radio Union (IARU Region 1), der internationalen Vereinigung von Amateurfunkverbänden, und vertritt dort die Interessen der Funkamateure des Landes.